# おとめ座ニュー星
おとめ座ν星（おとめざニューせい、ν Virginis、ν Vir）は、おとめ座の恒星である。見かけの等級は4.04と、肉眼でもみえる明るさである。年周視差に基づいて推定した太陽からの距離は、およそ331光年である。おとめ座ν星は赤色巨星で、わずかに周期性を持つ変光をしており、半規則型変光星に位置づけられる。

## 外観・名称
おとめ座ν星は、古典的なおとめ座の枠組みの中では最も西に位置する恒星であり、しし座のデネボラのすぐ南にみえる。おとめ座ν星の位置は黄道に近いので、時々月による掩蔽が発生する。
中国ではおとめ座ν星は、黄帝の宮廷を覆う衝立を表す內屏（拼音: Nèi Píng）という星官を、おとめ座ξ星、おとめ座π星、おとめ座ο星と共に形成する。おとめ座ν星自身は內屏二（拼音: Nèi Píng èr）すなわち内屏の2番星といわれる。

## 特徴
おとめ座ν星は赤色巨星で、スペクトル型はM1 IIIと分類される。赤色巨星の中でも、進化が進んだ漸近巨星分枝段階に入っているものと考えられる。表面の有効温度は約3738 Kで、光度が太陽の822倍くらいの明るさで輝く。おとめ座ν星はそれほど遠くはない赤色巨星なので、干渉計を用いて直接視直径が測定されており、それによると半径は太陽の55倍程度である。ただし、この値は温度と光度からステファン・ボルツマンの法則に従って計算した値とずれが大きく、どこかに誤謬が含まれると考えられ、恒星の物理量を決定する難しさを物語る好例とされる。

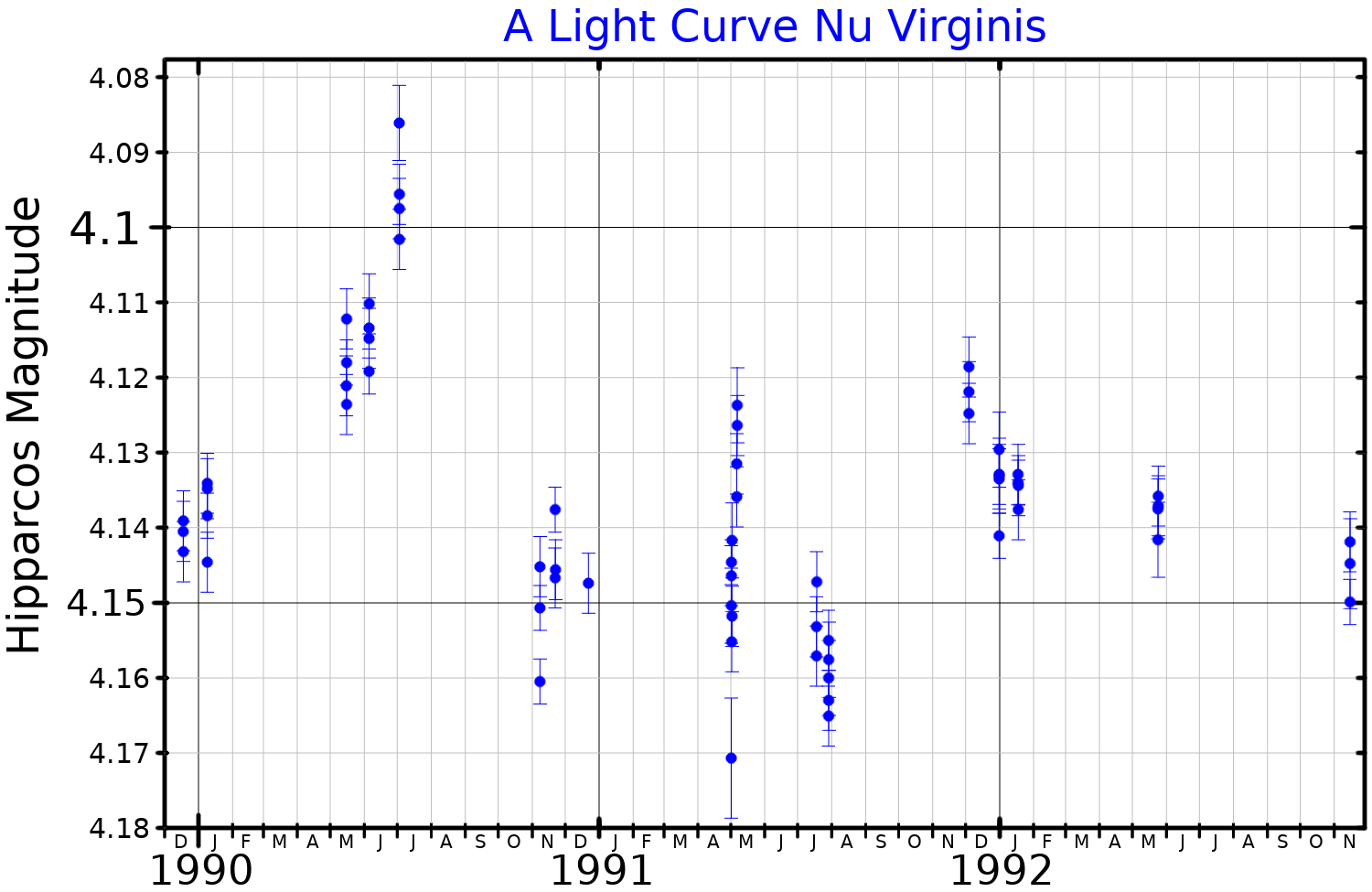
ヒッパルコス衛星の観測結果を基に描画したおとめ座ν星の光度曲線。

おとめ座ν星は、ヒッパルコス衛星による測光観測の結果から、変光星であることが明らかになった。当初は変光幅が0.05等、周期は252.4日かもしれないされ、変光星の分類は決まらないものの半規則型変光星ではないかと考えられた。その後3.4日という周期性が求められ、半規則型変光星のSRb型と考えられるようになった。更に、より詳しい分析からおとめ座ν星の変光は、振幅が0.01等くらいの11.1日から23.7日まで4通りの周期による変光が卓越し、それらが混ざりあって全体の変光をかたちづくっていると考えられるようになった。